# Dean McDermott
Dean McDermott (Toronto, 16 novembre 1966) è un attore canadese.

## Filmografia

### Cinema
- A scuola di ballo (Stepping Out), regia di Lewis Gilbert (1991)
- Il mio campione (A Cool, Dry Place), regia di John N. Smith (1998)
- Sola nella trappola (Picture Claire), regia di Bruce McDonald (2001)
- Terra di confine - Open Range (Open Range), regia di Kevin Costner (2003)
- Against the Ropes, regia di Charles S. Dutton (2004)
- My Fake Boyfriend, regia di Rose Troche (2022)
- My Animal, regia di Jacqueline Castel (2023)

### Televisione
- Il mio amico Ultraman (My Secret Identity) – serie TV, episodi 1x13 e 2x04 (1989)
- Venerdì 13 (Friday the 13th: The Series) – serie TV, episodio 3x04 (1989)
- Street Legal – serie TV, episodio 7x09 (1993)
- Due South - Due poliziotti a Chicago (Due South) – serie TV, 18 episodi (1994-1999)
- Nancy Drew – serie TV, episodio 1x01 (1995)
- Kung Fu: la leggenda continua (Kung Fu: The Legend Continues) – serie TV, episodio 4x14 (1996)
- Oltre i limiti (The Outer Limits) – serie TV, episodio 2x21 (1996)
- F/X – serie TV, episodio 1x20 (1997)
- Nikita (La Femme Nikita) – serie TV, episodio 2x05 (1998)
- Evidenti tracce di sangue (Evidence of Blood), regia di Andrew Mondshein – film TV (1998)
- Pianeta Terra - Cronaca di un'invasione (Earth: Final Conflict) – serie TV, 5 episodi (1999-2002)
- La canzone di Brian (Brian's Song), regia di Buzz Kulik – film TV (2001)
- Questa è la mia famiglia (What Makes a Family), regia di Maggie Greenwald – film TV (2001)
- Relic Hunter – serie TV, episodio 3x05 (2001)
- Blue Murder – serie TV, episodio 2x10 (2002)
- La stanza dei segreti (Wall of Secrets), regia di Francois Gingras – film TV (2003)
- 1-800-Missing – serie TV, 18 episodi (2003-2004)
- Senza traccia (Without a Trace) – serie TV, episodio 4x06 (2005)
- Kojak – serie TV, episodio 1x01 (2005)
- NCIS - Unità anticrimine (NCIS) – serie TV, episodio 2x19 (2005)
- The Closer – serie TV, episodio 1x03 (2005)
- Al cuor non si comanda (Always and Forever), regia di Kevin Connor – film TV (2009)
- Santa Baby - Natale in pericolo (Santa Baby 2), regia di Ron Underwood – film TV (2009)
- CSI - Scena del crimine (CSI: Crime Scene Investigation) – serie TV, episodio 15x12 (2014)
- Slasher – serie TV, 15 episodi (2016-2019)
- L'ultimo Sharknado - Era ora! (The Last Sharknado: It's About Time), regia di Anthony C. Ferrante – film TV (2018)
- Hudson & Rex – serie TV, episodio 5x17 (2023)

## Doppiatori italiani
Nelle versioni in italiano delle opere in cui ha recitato, Dean McDermott è stato doppiato da:
- Simone D'Andrea in Terra di confine - Open Range
- Stefano Benassi in Against the Ropes
- Gabriele Calindri in 1-800-Missing
- Riccardo Rossi in Oltre i limiti
- Maurizio Fiorentini in The Closer
- Massimo De Ambrosis in Slasher: L'esecutore
- Massimo Bitossi in Slasher: Solstizio
- Massimiliano Lotti in My Fake Boyfriend
- Vittorio Guerrieri in NCIS - Unità anticrimine
- Edoardo Nordio in Relic Hunter
- Guido Sagliocca in Senza traccia
- Paolo Buglioni in CSI - Scena del crimine
- Alberto Bognanni in Hudson & Rex